# Hugo Machado
Hugo Mario Machado Cabral (* 3. Juli 1923 in Rocha; † 8. Juli 2015 in Montevideo) war ein uruguayischer Radrennfahrer.

## Sportliche Laufbahn
Machado war Teilnehmer der Olympischen Sommerspiele 1952 in Helsinki.
Im olympischen Straßenrennen wurde er beim Sieg von André Noyelle als 39. klassiert. Die uruguayische Mannschaft kam mit Luis Ángel de los Santos, Virgílio Pereyra, Hugo Machado und Julio Sobrera in der Mannschaftswertung auf den 13. Rang.
1950 und 1952 gewann er eine Etappe der Uruguay-Rundfahrt, 1952 wurde er Dritter in der Gesamtwertung.